# Valor razonable
El valor razonable es uno de los criterios de valoración contable de activos y pasivos, utilizado en las Normas Internacionales de Información Financiera. El principio de valor razonable se basa fundamentalmente en el precio de mercado, cuando este exista y se contrapone al método del coste histórico, al que ha sustituido en algunas instancias. 
Las principales objeciones a la extensión del valor razonable como criterio contable generalizado se basan en la volatilidad que puede generar en los mercados financieros y también la falta de fiabilidad de esta información, no basada en transacciones reales.

## ConceptoPlan General de Contabilidad (España)
El plan general de contabilidad de España define el valor razonable como el importe por el que puede ser adquirido un activo o liquidado un pasivo entre partes interesadas y debidamente informadas que realicen una transacción en condiciones de independencia mutua sin deducir gastos de transacción en su posible enajenación. No forzado, ni urgente, ni en liquidación involuntaria.
En general será el valor de mercado si este es activo y fiable, se entiende como mercado activo aquel en que:
- Se intercambian bienes y servicios homogéneos
- En todo momento hay compradores y vendedores
- Los precios son conocidos, accesibles, reales, actuales y regulares

Si no hay un mercado activo se pueden utilizar otras técnicas tales como: 
- Transacciones recientes
- Valor razonable de otros activos sustancialmente iguales
- Descuento de flujos de efectivo futuros estimados
- Modelos para valorar opciones

### Aplicación
En el PGC 2007, el valor razonable se aplicará en los siguientes casos:
- permutas comerciales
- Instrumentos financieros
- Activos financieros mantenidos para negociar
- Otros activos financieros a valor razonable con cambios en la cuenta de pérdidas y ganancias (activos financieros híbridos)
- Activos financieros disponibles para la venta
- Pasivos financieros mantenidos para negociar
- Otros pasivos financieros a valor razonable con cambios en la cuenta de  pérdidas y ganancias
- Pasivos financieros a valor razonable con cambios en patrimonio neto
- Coberturas contables
- Combinaciones de negocios
- Cálculo del deterioro

## El valor razonable en las normas internacionales de contabilidad
Las NIC permiten utilizar el valor razonable, además de los casos antes expuestos, en los elementos siguientes:
- Inversiones inmobiliarias (NIC 40) (Cambios a P y G)
- Inmovilizado material (NIC 16) (Cambios a Patrimonio neto)
- Activos biológicos (NIC 41)  (Cambios a P y G)